# Willy Kyrklund
Paul Wilhelm Kyrklund, detto Willy (Helsinki, 27 febbraio 1921 – Uppsala, 27 giugno 2009), è stato uno scrittore svedese, influenzato dal Modernismo e dal Surrealismo, attento ai simboli e amaramente ironico - accostabile, per queste caratteristiche, al connazionale Torgny Lindgren. Ha vinto il "Piccolo Nobel".
Nel 1944 Kyrklund si trasferì dalla Finlandia, dov'era nato, in Svezia. Kyrklund studiò lingue (Cinese, Persiano, Russo) e matematica: lavorò anche creando data codes.
Negli anni Cinquanta viaggiò per la Persia: ha poi pubblicato le sue esperienze in Till Tabbas. Per questo è famoso in Iran.